# Scorțaru Nou
Scorţaru Nou é uma comuna romena localizada no distrito de Brăila, na região de Muntênia. A comuna possui uma área de 91.05 km² e sua população era de 1369 habitantes segundo o censo de 2007.